# Lycée français Dominique-Savio
Pour les articles homonymes, voir Savio.
Le lycée français Dominique-Savio de Douala est un établissement scolaire français à l'étranger du Cameroun. 

## Histoire
Il fut fondé en 1972 et porte le nom de saint Dominique Savio (1842-1857).

## Organisation
Il réunit les quatre cycles d'enseignement : maternelle, élémentaire, collège et lycée. 

## Sites
L'école maternelle est située à Bonanjo près du Consulat de France à Douala et l'école élémentaire est située à Bonapriso. Le collège et le lycée sont situés à Bonapriso, près du siège social de Eneo (société nationale d'électricité) à Koumassi. 

## Fonctionnement et réseau
Il comptait, en 2022, 1006 élèves répartis dans les 4 cycles. L'établissement est conventionné par l'AEFE.
Les frais d'écolage varient de 3183 à 4858 € pour les Français, de 4355 à 6882 € pour les Camerounais et de 4883 à 7613 € pour les Tiers.